# Celebration Tour
Die Celebration Tour war die vierte Tour der deutschen Girlgroup No Angels. Die Tour fand im September und Oktober 2022 statt und führte die Band durch neun Städte in Deutschland, beginnend in Stuttgart und endend in Köln. Mit der Tour feierten die No Angels ihr 20-jähriges Jubiläum. Es war die erste Tour der Band seit zwölf Jahren. Sie wurde von Konzertveranstalter Undercover veranstaltet.

## Hintergrund
Als Ende November 2020 durch die Plattenfirma BMG Rights Management erstmals alle in den Jahren 2001 bis 2003 entstandenen Aufnahmen der No Angels auf Streamingdiensten verfügbar gemacht wurden, erhielten die No Angels hohe virale Aufmerksamkeit. Dies bestärkte die Bandmitglieder Nadja Benaissa, Lucy Diakovska, Sandy Mölling und Jessica Wahls, die No Angels zum 20-jährigen Jubiläum als Quartett aufleben zu lassen, nachdem Gründungsmitglied Vanessa Petruo bereits 2014 ihren Wunsch geäußert hatte, nicht mehr öffentlich auftreten zu wollen. Im Februar 2021 – 20 Jahre nach der Veröffentlichung von Daylight in Your Eyes – veröffentlichten die No Angels den Song in einer Celebration Version neu. Anfang Juni folgte das Album 20, das Platz eins der deutschen Albumcharts erreichte. Parallel zur Albumveröffentlichung kündigten die No Angels unter dem Titel Celebration Live – Eine Sommernacht in Berlin in der Parkbühne Wuhlheide ihr Jubiläumskonzert an, das gleichzeitig ihr größtes eigenes Konzert vor 17.000 Menschen war. Da die Golden-Circle-Plätze und Stehplätze innerhalb weniger Minuten ausverkauft waren, wurde Anfang August 2021 die Celebration Tour für September und Oktober 2022 angekündigt.

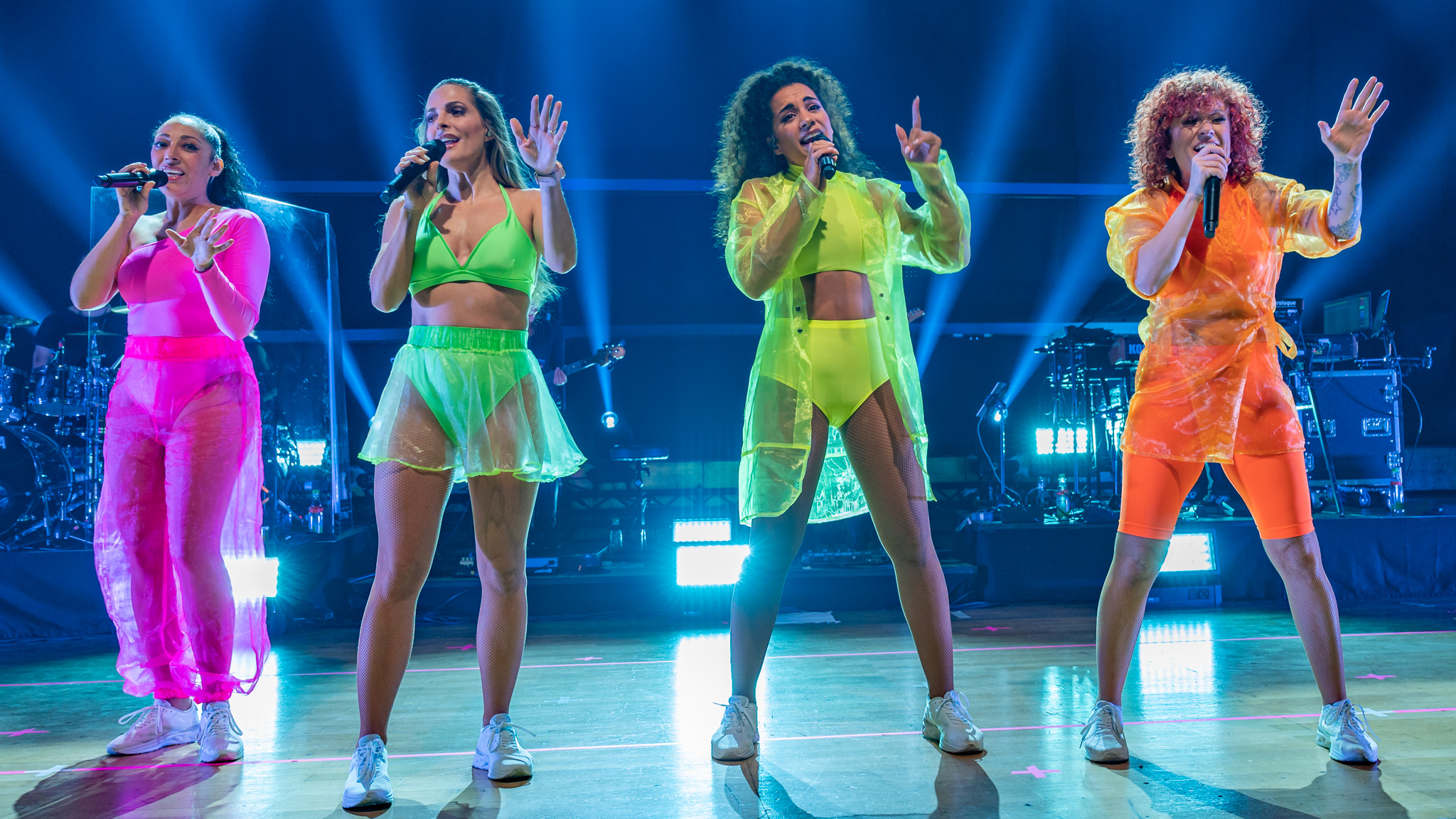
Die No Angels während ihrer Celebration Tour in Nürnberg (2022)

Nach Festivalauftritten in Deutschland, der Schweiz und Österreich sowie dem Jubiläumskonzert Celebration Live – Eine Sommernacht in Berlin in der Parkbühne Wuhlheide in Berlin probten die No Angels ab Spätsommer 2022 für die Tour. Das Kreativteam von Army of Love Entertainment unter der Leitung von Cale Kalay verantwortete das Gesamtkonzept der Konzerte und der Choreographien. Die Liveband bestand aus der Gitarristin Yasi Hofer, dem Drummer Jens Golücke, der Keyboarderin Lisa Müller und der Bassspielerin Julia Hofer. Martin Ziaja begleitete die Tour als Musical Director gemeinsam mit einem Front of House-Engineer und einem Live-Engineer. Die Lichtshow wurde von Lichtdesigner Lukas Kohlen umgesetzt. Die No Angels spielten Songs aus allen sechs Studioalben. Im ersten Teil des Konzertes trugen die Bandmitglieder Neonoutfits in vier unterschiedlichen Farben, im zweiten Teil Catsuits in schwarz.

## Ticketverkauf
Der Ticketvorverkauf begann am 4. August 2021 um 10 Uhr. In den Städten Köln, Leipzig, Hamburg und Hannover wurden neben den regulären Tickets auch VIP-Tickets angeboten, die u. a. die Teilnahme am Soundcheck inkl. Bühnenführung beinhalteten.
Als deutschlandweit die Krise der Veranstaltungsbranche und Kulturszene medial diskutiert wurde, gaben die No Angels Anfang September 2022 bekannt, dass sie die geplanten Konzerte in Zürich, Rostock und Erfurt absagen müssen. Ebenso wie lediglich wenige andere Künstler, wie beispielsweise die Band Kasalla, entschieden sich die No Angels für eine wahrheitsgetreue Kommunikation. So gaben sie als Absagegrund die gestiegenen Produktionskosten vor dem Hintergrund der in Europa vorherrschenden Inflation und Energiekrise an, wodurch die Durchführung der drei Konzerte nicht mehr kostendeckend sei. Dieser Umstand wurde auch nach Tourstart in den Medien diskutiert. So wurde z. B. nach dem Konzert in Hamburg gefragt, wieso die „[m]usikalisch spitze“, „überragende[n] Konzert[e]“ nicht alle ausverkauft seien. Erneut wurden die weiterhin steigenden Energiepreise sowie die damit verbundene Kaufunlust der Bevölkerung genannt.
Ausverkauft waren die Konzerte in Frankfurt und in Köln.

## Setlist
1. Daylight in Your Eyes
2. All Cried Out
3. Three Words
4. Send Me Flowers
5. Someday
6. Goodbye to Yesterday
7. A New Day
8. Mad Wild
9. When the Angels Sing
10. Still in Love with You
11. No Angel (It’s All in Your Mind)

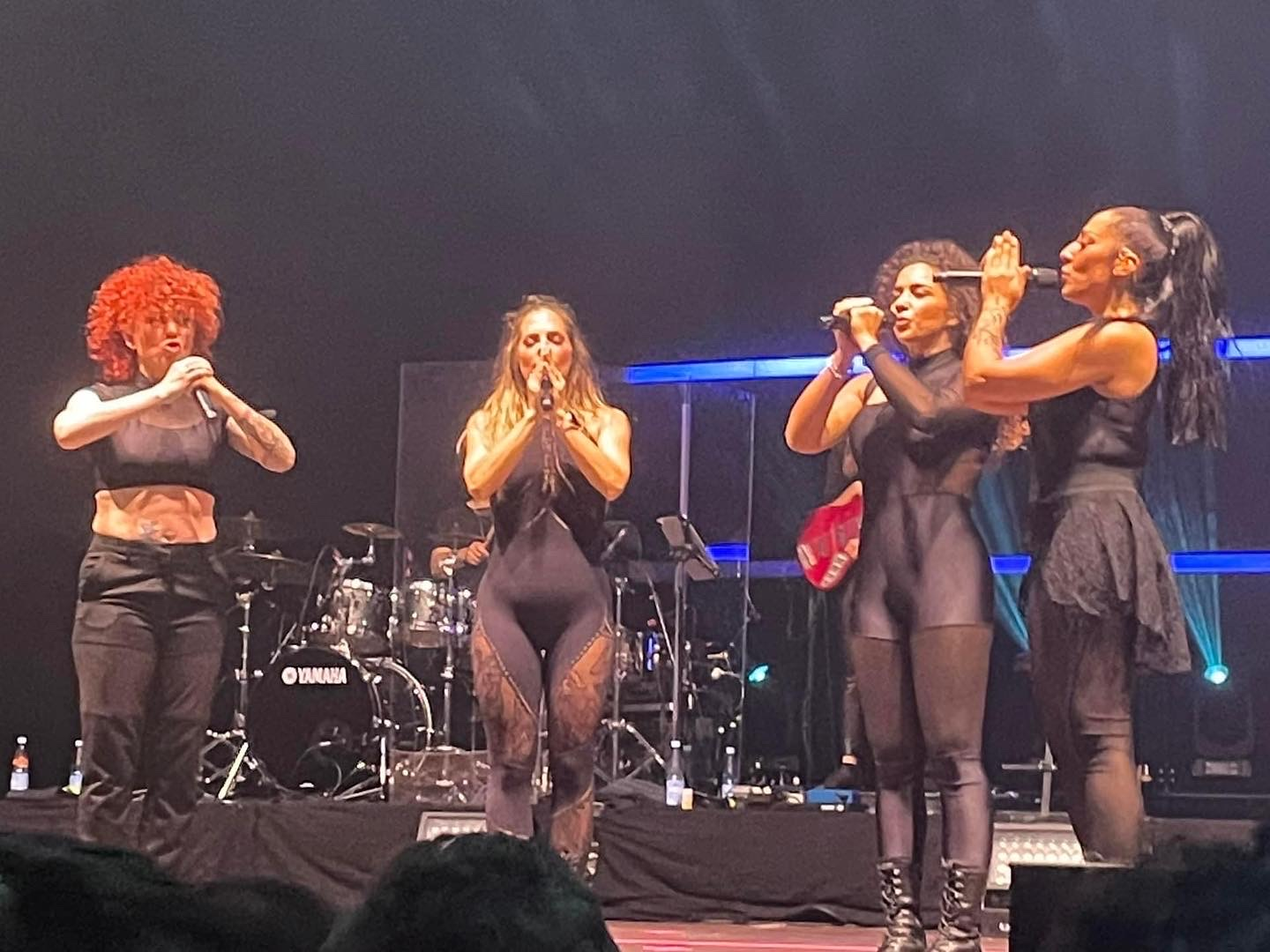
Die No Angels präsentieren ihr Lied Something About Us in Hannover während ihrer Celebration-Tour (2022)

12. Let’s Go to Bed (enthält Elemente aus You Could Be the First)
13. A Reason
14. Feelgood Lies
15. One Life
16. Disappear
17. Something About Us
18. There Must Be an Angel

Zugaben
1. We Keep the Spirit Alive
2. Rivers of Joy (enthält Elemente aus We Found Love von Rihanna)

## Tourdaten
| Datum              | Stadt             | Veranstaltungsort    |
| ------------------ | ----------------- | -------------------- |
| 23. September 2022 | Stuttgart         | Liederhalle          |
| 24. September 2022 | Hannover          | Swiss Live Hall      |
| 25. September 2022 | Hamburg           | Barclays Arena       |
| 27. September 2022 | Leipzig           | Haus Auensee         |
| 30. September 2022 | Nürnberg          | Meistersingerhalle   |
| 02. Oktober 2022   | München           | Dampfdom             |
| 05. Oktober 2022   | Frankfurt am Main | Batschkapp           |
| 06. Oktober 2022   | Bielefeld         | Stadthalle Bielefeld |
| 08. Oktober 2022   | Köln              | Palladium            |

Abgesagte Konzerte
| Datum              | Stadt   | Veranstaltungsort |
| ------------------ | ------- | ----------------- |
| 29. September 2022 | Rostock | Stadthalle        |
| 01. Oktober 2022   | Erfurt  | Messehalle        |
| 04. Oktober 2022   | Zürich  | Halle 622         |

## Rezeption
- Hamburger Abendblatt: „[…] erlebten ein überragendes Konzert.“[16]
- Musikexpress: „Alles auf der Bühne war perfekt und schön, wie man es sich gewünscht hat.“[19]
- Neue Westfälische: "Die „No Angels“ waren ein Ereignis und ein Erlebnis"[20]
- Stuttgarter Zeitung: „Jeder Song, jedes Wort von der Bühne wird […] zu wahrem Seelenfutter, das ganze Konzert […] zu einem Happening […].“[21]
- Frontstage-Magazin: „Die No Angels haben […] mit einer spektakulären Bühnenshow überzeugt.“[22]
- Gig-Blog: „Der vierstimmige Live-Gesang ist fehlerlos, jeder Schritt […] sitzt.“[23]
- Hessenschau: „Beim Konzert […] gibt es ohrenbetäubenden Beifall, strahlende Gesichter und Nostalgie pur.“[24]
- Reutlinger General-Anzeiger: „[…] versetzen die Fans in […] nostalgische 2000er-Ekstase.“[25]
- Neue Deister-Zeitung: „Sie sind ein fester Bestandteil der deutschen Musikgeschichte.“[26]
- Neue Presse: „Alte Heldinnen, jung geblieben“[27]
- Nordbayern.de: „No Angels feiern großes Retro-Spektakel in Nürnberg“[28]
- Leipziger Volkszeitung: „Nostalgie-Charme“[29]
- Kölner Stadt-Anzeiger: „[…] diese Euphorie kann nicht gespielt, nicht choreografiert sein.“[30]
- InvasionLive: „[…] begeisterten die Fans.“[31]
- Stadtreporter: „[…] heizten ihrem […] Publikum ordentlich ein.“[32]
- the-pick.de: „[…] sind Stars mit unglaublich viel Star-Appeal“[33]

## Trivia
- Beim Konzert in Stuttgart am 23. September wurde eine Lautstärke der Besucher von 115 Dezibel gemessen.[34]
- Am 2. Oktober spielten die No Angels ihr Konzert im Münchner Dampfdom. Es war das erste Konzert, das jemals in der Konzerthalle gespielt wurde.[35]